# Хатома
Хато́ма (яп. 鳩間島 хатома-дзима) — небольшой остров в островной группе Яэяма островов Сакисима архипелага Рюкю. Административно относится к округу Такэтоми уезда Яэяма префектуры Окинава, Япония.

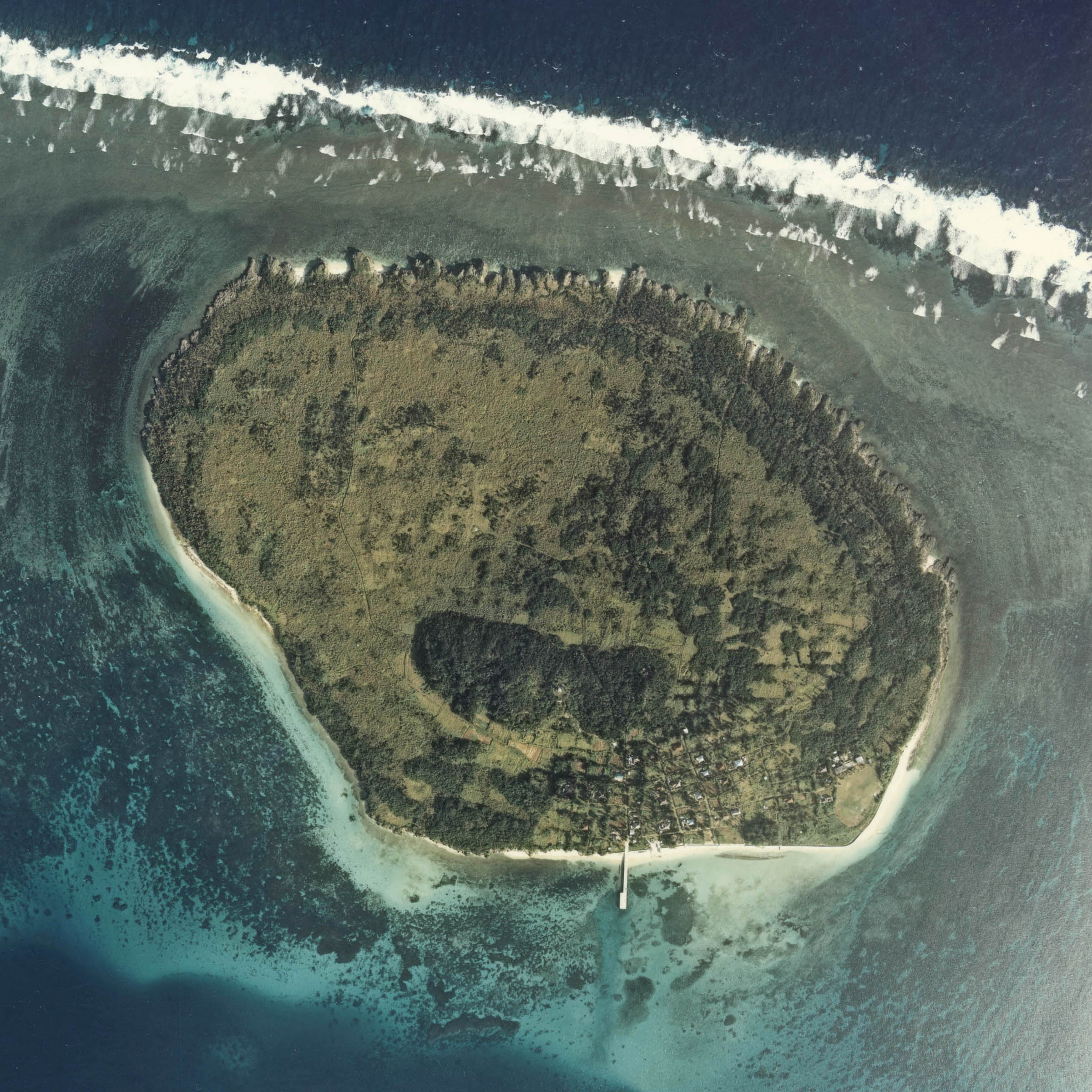
Снимок острова со спутника

Остров расположен у северного побережья острова Ириомоте, от которого отделён проливом Хатома.
Площадь составляет 0,96 км², высота — 34 м.
На юге расположено небольшое село Хатома.